# Seznam stanic pražského metra
Toto je úplný seznam stanic pražského metra. Seznam zahrnuje existující stanice pražského metra.
Systém v současnosti tvoří tři vzájemně propojené trasy A, B a C. Celkem 61 stanic se nachází na 65,3 km kolejových tratí, z čehož tři stanice jsou přestupní pro dvě trasy. Největší počet stanic pražského metra se nachází na území Nového Města (všechny tři přestupní stanice Muzeum a Můstek i Florenc, který leží na hranici Nového Města a Karlína, dále Karlovo náměstí, Národní třída, Florenc, Hlavní nádraží, Náměstí Republiky, stanice I. P. Pavlova leží na hranici Nového Města s Vinohrady).
| Trasa | Počet stanic | Délka   | Průměrný rozestup | Otevřena    | Nejnovější rozšíření |
| ----- | ------------ | ------- | ----------------- | ----------- | -------------------- |
| A     | 17           | 17,0 km | 1 063 m           | 12. 8. 1978 | 6. 4. 2015           |
| B     | 24           | 25,6 km | 1 113 m           | 2. 11. 1985 | 26. 6. 2001          |
| C     | 20           | 22,7 km | 1 195 m           | 9. 5. 1974  | 8. 5. 2008           |
| Σ     | 61           | 65,3 km | 1 126 m           |             |                      |

## Schéma
| Schéma pražského metra                                                      |                     |                     |
| Pražské metro má tři linky, označené písmeny a barvami:                     |                     |                     |
| linka A                                                                     | 17 stanic           | 17,1 km dlouhá      |
| linka B                                                                     | 24 stanic           | 25,7 km dlouhá      |
| linka C                                                                     | 20 stanic           | 22,4 km dlouhá      |
| Trasy metra ve výstavbě                                                     |                     |                     |
| linka D                                                                     | 10 stanic           | 10,5 km dlouhá      |
| V oficiálně zveřejňovaných koncepcích se objevují jedna až dvě další linky: |                     |                     |
| linka O                                                                     | výhled do roku 2040 | výhled do roku 2040 |
| linka S                                                                     | výhled do roku 2050 | výhled do roku 2050 |

## Vysvětlivky k seznamu
Následující seznam je abecední přehled všech existujících stanic pražského metra. U nich jsou uvedeny ještě doplňující informace o návazné dopravě, pamětihodnostech či významných objektech v okolí stanice a nakonec fotografie stanice. Pro lepší přehlednost jsou uvedeny zvlášť jednotlivé přestupní stanice.
- Stanice: název stanice
- Trasa: trasa (linka), na níž se stanice nachází.
- Otevřena: datum otevření (zahájení provozu) stanice pro veřejnost
- Poloha: poloha stanice (nadzemní či podzemní nástupiště).
- Městská část: městská část / čtvrť, v níž se stanice metra nachází.
- Esko: přestupní místo na Esko Praha (příměstský vlakový systém).
- BUS: terminál dálkové autobusové dopravy
- Tram: přestupní místo na tramvajovou dopravu.
- Poznámky: doplňující informace (např. starší názvy stanice).
- Okolí: pamětihodnosti nebo významné instituce v okolí stanice.
- Obrázek: fotografie stanice.
- Tučně: přestupní stanice.

## Stanice
| Stanice            | Trasa | Otevřena     | Poloha   | Městská část            | Esko, BUS                                  | Tram                  | Poznámky                                                     | Okolí                                                                                 | Obrázek            |
| ------------------ | ----- | ------------ | -------- | ----------------------- | ------------------------------------------ | --------------------- | ------------------------------------------------------------ | ------------------------------------------------------------------------------------- | ------------------ |
| Anděl              | B     | 2. 11. 1985  | podzemní | Smíchov                 | BUS                                        | tramvaj ikony vozidel | do roku 1990 Moskevská, též návrh Lidická                    | Smíchovská synagoga, OC Nový Smíchov                                                  | Anděl              |
| Bořislavka         | A     | 6. 4. 2015   | podzemní | Sídliště Červený Vrch   |                                            | tramvaj ikony vozidel |                                                              | Bořislavka Centrum                                                                    | Bořislavka         |
| Budějovická        | C     | 9. 5. 1974   | podzemní | Krč                     |                                            |                       |                                                              | Centrála ČS, Dům bytové kultury                                                       |                    |
| Černý Most         | B     | 8. 11. 1998  | nadzemní | Černý Most              | BUS                                        |                       | konečná stanice trasy B                                      | OC Černý Most                                                                         |                    |
| Českomoravská      | B     | 22. 11. 1990 | podzemní | Libeň, Vysočany         |                                            |                       |                                                              | O₂ Arena                                                                              |                    |
| Chodov             | C     | 11. 11. 1980 | podzemní | Chodov                  |                                            |                       | do roku 1990 Budovatelů                                      | OC Westfield Chodov                                                                   | Chodov             |
| Dejvická           | A     | 12. 8. 1978  | podzemní | Dejvice                 |                                            | tramvaj ikony vozidel | do roku 1990 Leninova                                        | Vítězné náměstí                                                                       |                    |
| Depo Hostivař      | A     | 26. 5. 2006  | nadzemní | Hostivař                |                                            | tramvaj ikony vozidel | konečná stanice linky A                                      |                                                                                       | Depo Hostivař      |
| Flora              | A     | 19. 12. 1980 | podzemní | Vinohrady, Žižkov       |                                            | tramvaj ikony vozidel |                                                              | Atrium Flora, Olšanské hřbitovy                                                       | Flora              |
| Florenc            | C     | 9. 5. 1974   | podzemní | Karlín, Nové Město      | BUS                                        | tramvaj ikony vozidel | přestupní stanice linek B/C do roku 1990 Sokolovská          | Hudební divadlo Karlín                                                                | Florenc            |
| Florenc            | B     | 2. 11. 1985  | podzemní | Karlín, Nové Město      | BUS                                        | tramvaj ikony vozidel | přestupní stanice linek B/C do roku 1990 Sokolovská          | Hudební divadlo Karlín                                                                |                    |
| Háje               | C     | 11. 11. 1980 | podzemní | Háje                    |                                            |                       | konečná stanice linky C, do roku 1990 Kosmonautů             |                                                                                       | Háje               |
| Hlavní nádraží     | C     | 9. 5. 1974   | podzemní | Nové Město              | , BUS                                      | tramvaj ikony vozidel |                                                              | Státní opera Praha, Jeruzalémská synagoga                                             | Hlavní nádraží     |
| Hloubětín          | B     | 8. 6. 1999   | podzemní | Hloubětín               |                                            | tramvaj ikony vozidel | otevřena dodatečně                                           |                                                                                       |                    |
| Hradčanská         | A     | 12. 8. 1978  | podzemní | Dejvice, Hradčany       | , BUS                                      | tramvaj ikony vozidel |                                                              | Pražský hrad, Letohrádek královny Anny                                                | Hradčanská         |
| Hůrka              | B     | 11. 11. 1994 | nadzemní | Stodůlky                |                                            |                       | krytá nadzemní stanice                                       |                                                                                       |                    |
| I. P. Pavlova      | C     | 9. 5. 1974   | podzemní | Nové Město, Vinohrady   |                                            | tramvaj ikony vozidel |                                                              | Náměstí I. P. Pavlova                                                                 | I. P. Pavlova      |
| Invalidovna        | B     | 22. 11. 1990 | podzemní | Karlín                  |                                            | tramvaj ikony vozidel |                                                              | Pražská Invalidovna, hotel Olympik                                                    |                    |
| Jinonice           | B     | 26. 10. 1988 | podzemní | Jinonice                |                                            |                       | do roku 1990 Švermova                                        |                                                                                       |                    |
| Jiřího z Poděbrad  | A     | 19. 12. 1980 | podzemní | Vinohrady               |                                            | tramvaj ikony vozidel |                                                              | Kostel Nejsvětějšího srdce Páně, Žižkovský vysílač                                    | Jiřího z Poděbrad  |
| Kačerov            | C     | 9. 5. 1974   | podzemní | Krč, Michle             | Praha-Kačerov (železniční zastávka)        |                       |                                                              |                                                                                       |                    |
| Karlovo náměstí    | B     | 2. 11. 1985  | podzemní | Nové Město              |                                            | tramvaj ikony vozidel |                                                              | Karlovo náměstí, Všeobecná fakultní nemocnice, chrám sv. Cyrila a Metoděje            | Karlovo náměstí    |
| Kobylisy           | C     | 26. 6. 2004  | podzemní | Kobylisy                |                                            | tramvaj ikony vozidel |                                                              | Katastrální úřad                                                                      |                    |
| Kolbenova          | B     | 26. 6. 2001  | podzemní | Vysočany                |                                            | tramvaj ikony vozidel | otevřena dodatečně                                           |                                                                                       |                    |
| Křižíkova          | B     | 22. 11. 1990 | podzemní | Karlín                  |                                            | tramvaj ikony vozidel |                                                              |                                                                                       |                    |
| Ládví              | C     | 26. 6. 2004  | podzemní | Kobylisy                |                                            | tramvaj ikony vozidel |                                                              |                                                                                       |                    |
| Letňany            | C     | 8. 5. 2008   | podzemní | Letňany                 |                                            |                       | konečná stanice linky C                                      | Letiště Letňany                                                                       |                    |
| Luka               | B     | 11. 11. 1994 | nadzemní | Stodůlky                |                                            |                       | krytá nadzemní stanice                                       |                                                                                       |                    |
| Lužiny             | B     | 11. 11. 1994 | podzemní | Stodůlky                |                                            |                       | halová stanice s průnikem denního světla                     |                                                                                       |                    |
| Malostranská       | A     | 12. 8. 1978  | podzemní | Malá Strana             |                                            | tramvaj ikony vozidel |                                                              | Pražský hrad, Valdštejnský palác s Jízdárnou                                          |                    |
| Můstek             | A     | 12. 8. 1978  | podzemní | Nové Město, Staré Město |                                            | tramvaj ikony vozidel | přestupní stanice linek A/B                                  | Kostel Panny Marie Sněžné, Václavské náměstí                                          |                    |
| Můstek             | B     | 2. 11. 1985  | podzemní | Nové Město, Staré Město |                                            | tramvaj ikony vozidel | přestupní stanice linek A/B                                  | Kostel Panny Marie Sněžné, Václavské náměstí                                          |                    |
| Muzeum             | C     | 9. 5. 1974   | podzemní | Nové Město              |                                            | tramvaj ikony vozidel | přestupní stanice linek A/C                                  | Národní muzeum, Pomník svatého Václava, Václavské náměstí                             | Muzeum             |
| Muzeum             | A     | 12. 8. 1978  | podzemní | Nové Město              | Muzeum                                     | tramvaj ikony vozidel | přestupní stanice linek A/C                                  | Národní muzeum, Pomník svatého Václava, Václavské náměstí                             |                    |
| Nádraží Holešovice | C     | 3. 11. 1984  | podzemní | Holešovice              | , BUS                                      | tramvaj ikony vozidel | do roku 1990 Fučíkova                                        | Zoo (bus č. 112), nádraží Praha-Holešovice                                            |                    |
| Nádraží Veleslavín | A     | 6. 4. 2015   | podzemní | Veleslavín              | Praha-Veleslavín (nádraží)                 | tramvaj ikony vozidel | přestup na trolejbus č. 59 směr Letiště Václava Havla        |                                                                                       | Nádraží Holešovice |
| Náměstí Míru       | A     | 12. 8. 1978  | podzemní | Vinohrady               |                                            | tramvaj ikony vozidel | nejhlouběji položená stanice a nejdelší eskalátor v Praze    | Náměstí Míru, Divadlo na Vinohradech, kostel sv. Ludmily                              | Náměstí Míru       |
| Náměstí Republiky  | B     | 2. 11. 1985  | podzemní | Nové Město              | Praha Masarykovo nádraží                   | tramvaj ikony vozidel |                                                              | Obecní dům, Prašná brána, Česká národní banka, OD Kotva, OD Palladium                 | Náměstí republiky  |
| Národní třída      | B     | 2. 11. 1985  | podzemní | Nové Město              |                                            | tramvaj ikony vozidel |                                                              | Kostel Panny Marie Sněžné, Quadrio                                                    |                    |
| Nemocnice Motol    | A     | 6. 4. 2015   | nadzemní | Motol                   |                                            |                       | konečná stanice linky A                                      | Fakultní nemocnice Motol, nemocnice Na Homolce                                        |                    |
| Nové Butovice      | B     | 26. 10. 1988 | podzemní | Stodůlky                |                                            |                       | do roku 1990 Dukelská (navrhovaný název též Vítězného února) | Sídliště Nové Butovice, Galerie Butovice                                              |                    |
| Opatov             | C     | 11. 11. 1980 | podzemní | Chodov                  |                                            |                       | do roku 1990 Družby                                          |                                                                                       |                    |
| Palmovka           | B     | 22. 11. 1990 | podzemní | Libeň                   |                                            | tramvaj ikony vozidel |                                                              | Nová synagoga v Libni                                                                 |                    |
| Pankrác            | C     | 9. 5. 1974   | podzemní | Nusle                   |                                            | tramvaj ikony vozidel | do roku 1990 Mládežnická                                     | Arkády Pankrác                                                                        |                    |
| Petřiny            | A     | 6. 4. 2015   | podzemní | Petřiny                 |                                            | tramvaj ikony vozidel |                                                              | Obora Hvězda                                                                          | Pankrác            |
| Pražského povstání | C     | 9. 5. 1974   | podzemní | Nusle                   |                                            | tramvaj ikony vozidel |                                                              | Centrotex, pražský vrchní soud                                                        |                    |
| Prosek             | C     | 8. 5. 2008   | podzemní | Prosek                  |                                            |                       |                                                              |                                                                                       |                    |
| Radlická           | B     | 26. 10. 1988 | podzemní | Radlice                 |                                            | tramvaj ikony vozidel |                                                              | Ústředí ČSOB                                                                          |                    |
| Rajská zahrada     | B     | 8. 11. 1998  | nadzemní | Černý Most              | Praha-Rajská zahrada (železniční zastávka) |                       |                                                              |                                                                                       |                    |
| Roztyly            | C     | 11. 11. 1980 | podzemní | Chodov                  | BUS                                        |                       | do roku 1990 Primátora Vacka                                 |                                                                                       |                    |
| Skalka             | A     | 4. 11. 1990  | podzemní | Strašnice               |                                            |                       |                                                              | Budova ČSÚ                                                                            | Skalka             |
| Smíchovské nádraží | B     | 2. 11. 1985  | podzemní | Smíchov                 | Praha-Smíchov (nádraží)                    | tramvaj ikony vozidel |                                                              | Nádraží Praha-Smíchov,                                                                |                    |
| Staroměstská       | A     | 12. 8. 1978  | podzemní | Staré Město             |                                            | tramvaj ikony vozidel |                                                              | Staroměstské náměstí, chrám sv. Mikuláše, Klementinum, Pinkasova synagoga, Rudolfinum |                    |
| Stodůlky           | B     | 11. 11. 1994 | podzemní | Stodůlky                |                                            |                       |                                                              |                                                                                       |                    |
| Strašnická         | A     | 11. 11. 1987 | podzemní | Strašnice               |                                            | tramvaj ikony vozidel |                                                              |                                                                                       | Strašnická         |
| Střížkov           | C     | 8. 5. 2008   | nadzemní | Střížkov                |                                            |                       |                                                              |                                                                                       |                    |
| Vltavská           | C     | 3. 11. 1984  | podzemní | Holešovice              | Praha-Bubny (nádraží)                      | tramvaj ikony vozidel |                                                              | Veletržní palác                                                                       |                    |
| Vyšehrad           | C     | 9. 5. 1974   | nadzemní | Nusle                   |                                            |                       | do roku 1990 Gottwaldova; krytá nadzemní stanice             | Vyšehrad, Kongresové centrum                                                          |                    |
| Vysočanská         | B     | 8. 11. 1998  | podzemní | Vysočany                | Praha-Vysočany (nádraží)                   | tramvaj ikony vozidel |                                                              | Nákupní centrum Fénix                                                                 |                    |
| Zličín             | B     | 11. 11. 1994 | podzemní | Třebonice               | BUS                                        |                       | konečná stanice linky B, přestup na bus č. 100 směr letiště  | Metropole Zličín                                                                      |                    |
| Želivského         | A     | 19. 12. 1980 | podzemní | Vinohrady, Žižkov       | BUS                                        | tramvaj ikony vozidel |                                                              | Olšanské hřbitovy                                                                     |                    |